# ČZ 150 C
ČZ 150 C je motocykl, vyvinutý Českou zbrojovkou Strakonice, vyráběný v letech 1950–1953. Jeho předchůdcem byl model ČZ 125 T, vyráběný v letech 1948–1949, nástupcem se stal v roce 1953 typ ČZ 125/351, respektive ČZ 150/352. Motocykl zkonstruoval Jaroslav Walter a Jaroslav František Koch.

## Popis
Konstrukce i motor motocyklu byl na první pohled nerozeznatelný od motocyklu ČZ 125 C, jediný rozdíl mezi nimi byl ve vrtání válců a pístech. První motocykly měly neodpruženou zadní vidlici, ta se však koncem roku 1950 přestala dodávat a začaly se do motocyklů montovat odpružené zadní vidlice Jawa, čímž se změnil i rám celého motocyklu. Motocykly se dodávaly v černém a červeném provedení. Černá však převládala až do roku 53, kdy bylo snahou po měnové reformě 125C zexkluzivnit. V té době se dodávají již jen v červeném provedení.
Dvoudobý, vzduchem chlazený jednoválec 148 cm³ s třístupňovou převodovkou, sekundární převod řetězem. Celkem bylo vyrobeno 102 215 kusů.

## Technické parametry
- Rám: trubkový, ocelový, svařovaný
- Suchá hmotnost: 84 kg
- Maximální rychlost: 85 km/h
- Spotřeba paliva: 2,8 l/100 km

## Galerie

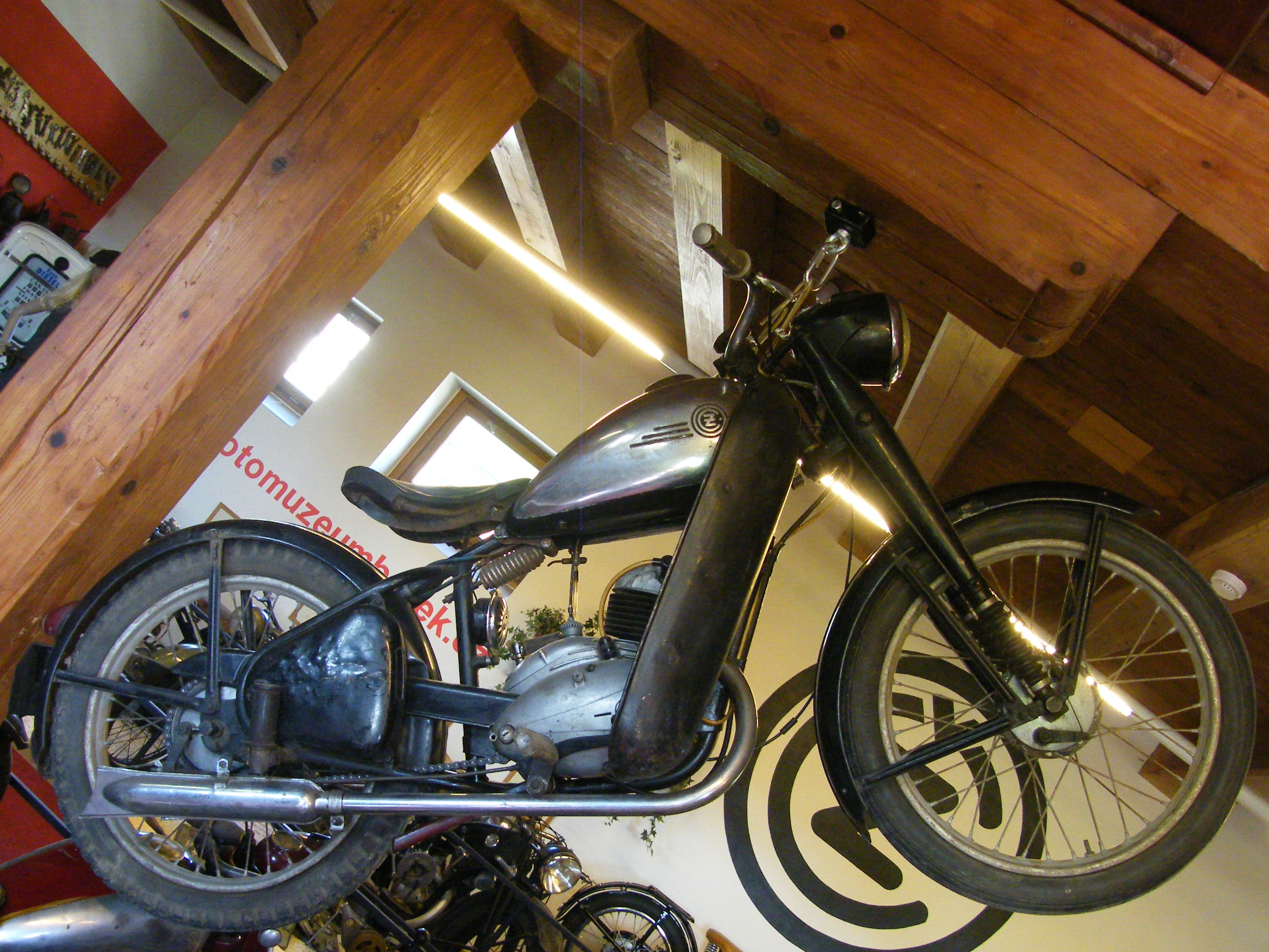
ČZ 150 C (1950) – pevná zadní část rámu
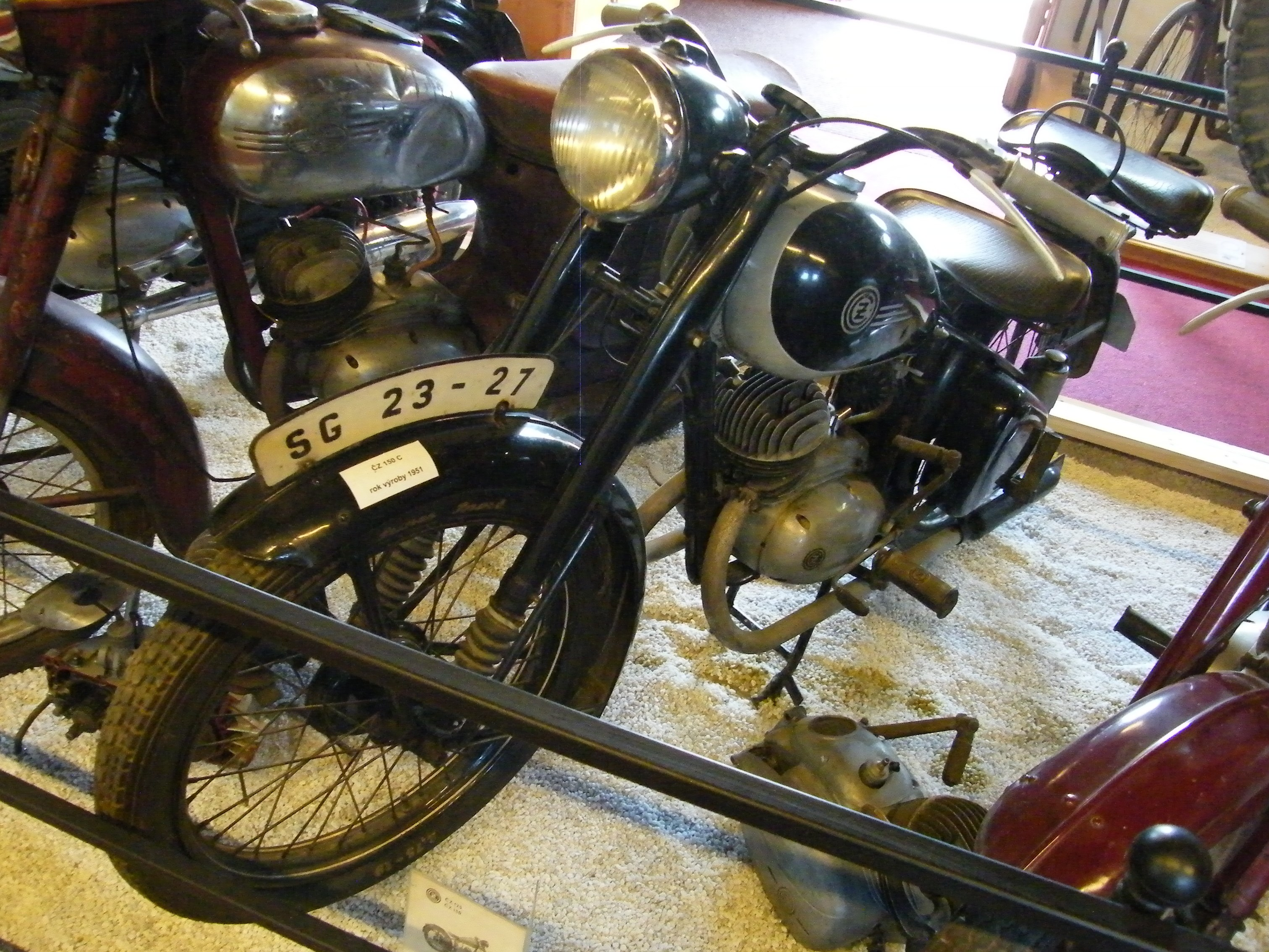
ČZ 150 C (1951) – zadní kluzáky Jawa